# Salomos Salmer
Salomos Salmer (Ps.Sal.) er et gammeltestamentligt pseudepigrafisk skrift bestående af 18 salmer, der tilskrives den berømte Kong Salomon.
De 18 salmer behandler forskellige temaer, og ud fra disse temaer kan man forsøge at datere salmerne. Nogle af salmerne kan således muligvis stamme fra makkabæeropstanden og Antiochos 4. Epifanes' forbud mod jødisk religion (165-163 f.Kr.). Andre af salmerne er formentlig blevet til i romersk tid under Pompejus (63-48 f.Kr.). Disse to grupper af salmer er formentlig samlet i herodiansk tid (38 f.Kr.-44 e.Kr.), hvor også de to sidste salmer (Ps.Sal. 17-18) er tilføjet.
Siden antikken har man kendt til skriftets titel fra blandt andet Codex Alexandrinus' indholdsfortegnelse, men fordi skriftet var placeret bagerst i tekstsamlingen, gik det tabt. Først i 1626 blev den græske tekst udgivet, og siden er flere manuskripter dukket op. I dag findes der elleve græske manuskripter (hvoraf det ene findes på Det Kgl. Bibliotek i København) og fem ufuldstændige syriske manuskripter.
Sprogligt og poetisk set bærer salmerne i høj grad præg af at være blevet til i en semitisk kontekst, og derfor antages det almindeligvis, at de oprindeligt er skrevet på hebraisk og siden oversat til græsk og syrisk. Hvis der har eksisteret en hebraisk original, er den gået tabt.
Salomos Salmer er især kendt for de messianske temaer i salme 17-18.

## Udgaver
Tekstkritisk udgave: ''Psalmi Salomonis edidit Felix Albrecht (Septuaginta. Vetus Testamentum Graecum auctoritate Academiae Scientiarum Gottingensis editum vol. XII, pars 3).'' Göttingen: Vandenhoeck & Ruprecht 2018. ISBN 978-3-525-53450-2.

## Dansk oversættelse
Svend Holm-Nielsen, "Salomos Salmer" i De gammeltestamentlige pseudepigrafer: i oversættelse med indledning og noter (København: Det Danske Bibelselskab 2001 [1970]), 548-595. ISBN 87-7523-440-8.